# جاشوا تری (کالیفرنیا)
جاشوا تری، کالیفرنیا (به انگلیسی: Joshua Tree) منطقه‌ای مسکونی در ایالات متحده آمریکا است که در شهرستان سن برناردینو، کالیفرنیا واقع شده‌است.

## خصوصیات
جاشوا تری ۹۵٫۹۴۳ کیلومترمربع مساحت و ۷٬۴۱۴ نفر جمعیت دارد و ۸۳۴ متر بالاتر از سطح دریا واقع شده‌است.